# Trema (film)

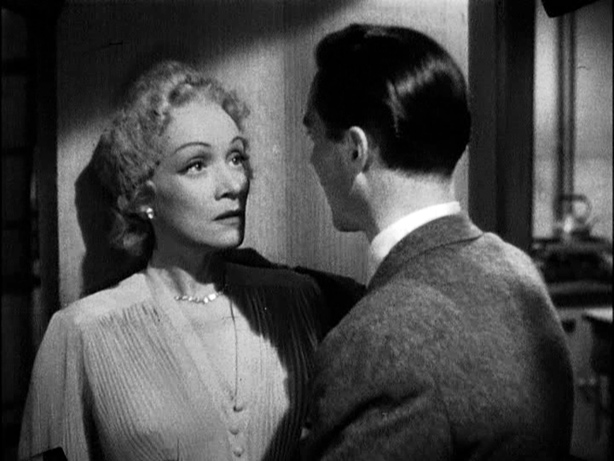
Marlene Dietrich (w kostiumie zaprojektowanym przez Diora) i Richard Todd

Trema (Stage Fright) – brytyjski thriller kryminalny z 1950 roku w reżyserii Alfreda Hitchcocka, na podstawie powieści Man Running Selwyn Jepson.

## O filmie
Film powstawał w Londynie. Obsada składa się głównie z brytyjskich aktorów; jedynymi aktorami spoza Wielkiej Brytanii są Jane Wyman (USA) i Marlene Dietrich (Niemcy). Film zawiera cameo z udziałem Hitchcocka, co było częstym zabiegiem stosowanym przez reżysera w swoich filmach. W Tremie pojawia się też jego córka, Patricia. Piosenkę The Laziest Gal in Town z repertuaru Cole'a Portera wykonuje Marlena Dietrich. Jej rola w filmie uważana jest za jedną z jej najlepszych kreacji.
Film został nominowany do nagrody National Board of Review w kategorii Najlepszy Film.

## Obsada
- Jane Wyman - Eve Gill
- Marlene Dietrich - Charlotte Inwood
- Michael Wilding - inspektor Wilfred Smith
- Richard Todd - Jonathan Cooper
- Alastair Sim - Commodore Gill
- Kay Walsh - Nellie Goode
- Sybil Thorndike - pani Gill
- Miles Malleson - Bibulous gent
- Hector MacGregor - Freddie Williams
- Joyce Grenfell - Lovely Ducks
- Andre Morell - inspektor Byard
- Patricia Hitchcock - Chubby Bannister
- Alfred Hitchcock - mężczyzna oglądający się na ulicy za Eve Gill

## Oceny
| Źródło          | Ocena    |
| --------------- | -------- |
| AllMovie        | [ 3 ]    |
| Filmcritic.com  | [ 4 ]    |
| HorrorTalk.com  | [ 5 ]    |
| Movie 2 Movie   | [ 6 ]    |
| Movie-Vault.com | [ 7 ]    |
| Rotten Tomatoes | 88%      |
| Britmovie       | mieszana |